# Hermine Moos

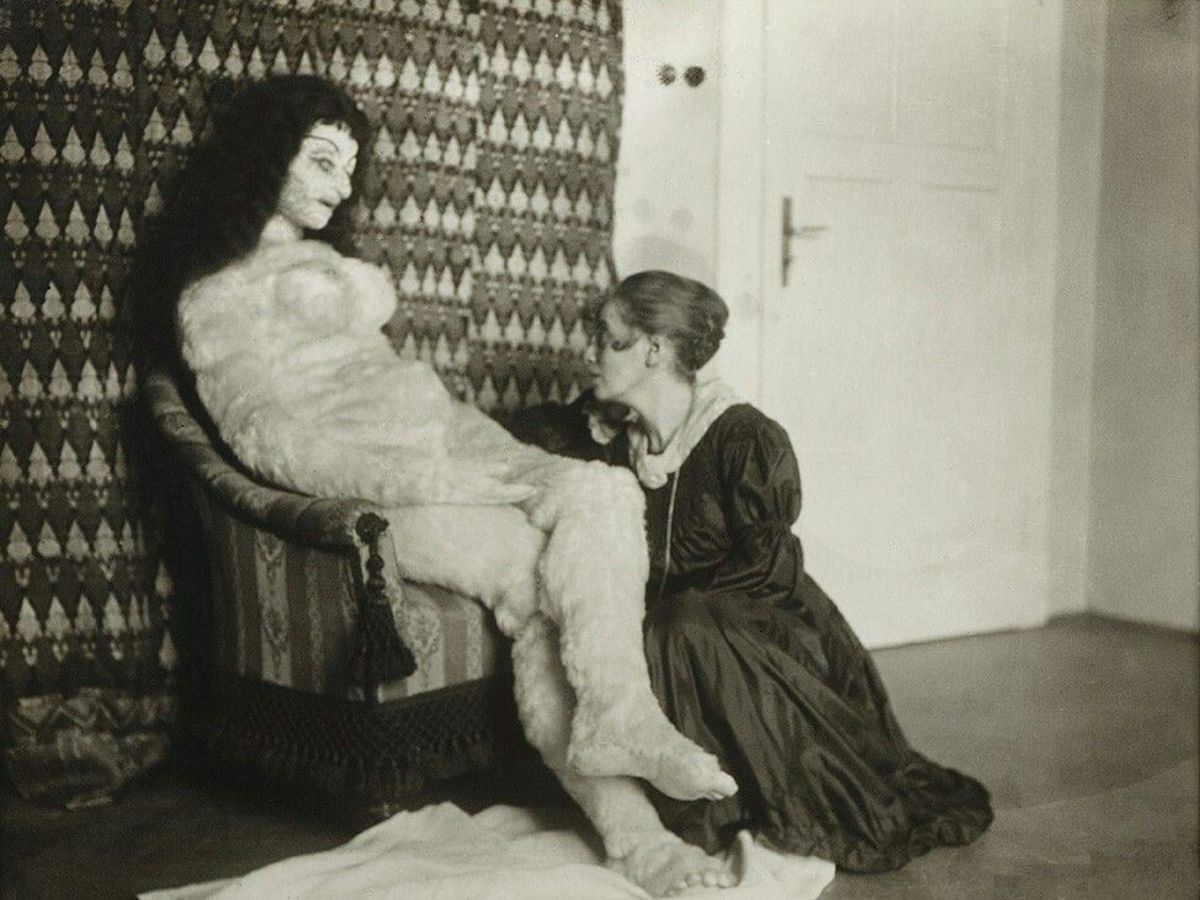
Hermine Moos mit der Alma-Puppe (1918/1919)

Hermine Moos (geboren 12. August 1888 in Frankfurt am Main; gestorben 15. August 1928 in München) war eine deutsche Puppenmacherin und Malerin. Sie schuf 1918/1919 für den Maler Oskar Kokoschka eine lebensgroße Stoffpuppe, die ihm seine ehemalige Geliebte Alma Mahler ersetzen sollte.

## Leben
Hermine Moos kam am 12. August 1888 als älteste Tochter des jüdischen Ingenieurs Max Moos (geboren 1. Juni 1850 in Gailingen; gestorben 14. Juni 1924 in München) und seiner Ehefrau Sofie Juliane Moos (geboren 12. Februar 1865 in Frankfurt/Main; gestorben 1942 in Treblinka) in Frankfurt/Main zur Welt. Achtzehn Monate nach ihr wurde die Schwester Henriette geboren, die Schriftstellerin Henny Moos (geboren 10. Februar 1890 in Frankfurt/Main; gestorben November 1941 in München), die 1915 an der Ruprecht-Karls-Universität Heidelberg mit der Arbeit Zur Soziologie des Witzblattes. Mit einem Anhang: Das moderne Witzblatt im Kriege promovierte. Welche Ausbildung Hermine Moos genoss, ist bisher nicht bekannt. Nach dem Umzug der Familie nach Heidelberg erschien sie 1913 im dortigen Adressbuch unter der Berufsbezeichnung Malerin. Im selben Jahr stellte sie in Cassirers Berliner Kunstsalon zwei Bilder von Seebuchten aus. Im August 1914 übersiedelten die Eltern und ihre beiden erwachsenen Töchter nach München, Ainmillerstr. 22/I. Im Jahr 1915 war ein Gemälde von Hermine Moos, das den bayerischen König Ludwig III. zeigt, Teil einer Kriegslotterie des Roten Kreuzes im Münchner Glaspalast. Im September 1917 bezog die vierköpfige Familie in München-Schwabing in der Kunigundenstraße 29 eine großzügige Wohnung im Hochparterre rechts, in der höchstwahrscheinlich auch die berühmte Puppe entstand.

### Eine Puppe für Kokoschka
Im Juni 1918 zeigte Hermine Moos kleine gehäkelte Figürchen im Berliner Hohenzollernhaus; kurz darauf waren einige ihrer Plastiken im Dresdener Kunstsalon Richter zu sehen. Zu dieser Zeit lernte sie – durch Vermittlung des Nervenarztes Gerhard Pagel und der Münchner Künstlerin Lotte Pritzel – den expressionistischen Maler Oskar Kokoschka kennen, der sich eine künstliche Frau an seiner Seite wünschte, da er die Trennung von seiner ehemaligen Geliebten Alma Mahler nur schwer verkraftete.

„Liebes Fräulein Moos! Ist der Mund zum Öffnen? Und sind auch Zähne und Zunge drinnen? Ich wäre glücklich! […] Bei den Augen ja nicht ins Stilisieren verfallen! Machen Sie bei Lid, Pupille, Augapfel, Augenwinkel, Dicke etc. möglichst Ihre eigenen nach. Die Hornhaut vielleicht mit Nagellack glasieren. Es wäre hübsch, wenn man die Lider über den Augen auch schließen könnte. Und nirgends Nähte erlauben an Stellen, wo Sie denken, dass es mir weh tut und mich daran erinnert, dass der Fetisch ein elender Fetzenbalg ist!“

Hermine Moos übernahm den Auftrag und baute von Juli 1918 bis März 1919 gemäß detailgenauen brieflichen Angaben eine lebensgroße Alma-Puppe.
Oskar Kokoschka zeigte sich von dem fertigen Produkt enttäuscht, wie der letzte seiner überlieferten Briefe an die Münchner Künstlerin beweist:

„Liebes Fräulein Moos, was wollen wir jetzt machen? Ich bin ehrlich erschrocken über Ihre Puppe, die obwohl ich von meinen Phantasien einen gewissen Abzug zugunsten der Realität längst zu machen bereit war, in zu vielen Dingen dem widerspricht, was ich von ihr verlangte und von Ihnen erhoffte. Die äußere Hülle ist ein Eisbärenfell, das für die Nachahmung eines zottigen Bettvorlegerbären geeignet wäre, aber nie für die Geschmeidigkeit und Sanftheit einer Weiberhaut.“

Was das vernichtende Urteil des damals schon berühmten Malers für die unbekannte Hermine Moos bedeutete, kann man nur ahnen. Sie erntete mehr Spott als Ruhm. Dementsprechend spielte sie auch in der Kunstgeschichte bisher keine Rolle. Zu Beginn der 1920er Jahre half sie anscheinend noch beim Umbau der Kostümabteilung des Bayerischen Nationalmuseums in München; außerdem bastelte sie wohl weiterhin kleine Püppchen.
Kurz nach ihrem 40. Geburtstag nahm Hermine Moos eine Überdosis Veronal und starb in den Morgenstunden des 15. August 1928 im Krankenhaus München-Schwabing. Ihr Grab befindet sich auf dem Neuen Israelitischen Friedhof in München.

## Werk und Rezeption
Die Puppe für Oskar Kokoschka ist sicher das bedeutsamste Werk der Hermine Moos. Auch wenn sich ihr Auftraggeber unzufrieden zeigte, musste man anerkennen, dass die Gestaltung einer etwa 1 Meter 60 großen Stoff-Figur, die die Augenlider schließen und die Beine übereinanderschlagen konnte, eine kunsthandwerkliche Leistung darstellte – zumal Hermine Moos’ sonstige Plastiken Miniaturfiguren gewesen zu sein scheinen. Außerdem verströmte die Alma-Puppe – wie die überlieferten Fotos belegen – einen gewissen weiblichen Charme. Der Lektor Kurt Pinthus, der damals mit Kokoschka in der Dresdner Pension „Felsenburg“ zusammenlebte und die Puppe „leibhaftig“ erlebte, betonte in einem bisher unveröffentlichten Manuskript, dass der „Fetisch“ gar nicht so übel aussah.
Die „geisterhafte Gesellschafterin“ verfügte über „eine elastische Brust mit natürlich erscheinenden Spitzen u. kastanienbraunen Haaren wie eine Frau Haare hat.“ Allerdings ähnelte die Oberfläche der Stoff-Frau ganz offensichtlich eher einem Eisbärenfell, wie auch Oskar Kokoschka bemängelte, als der gewünschten seidigen Haut einer lebendigen Frau. Aber dennoch konnte sie ihm als passables Modell für sein berühmtes Gemälde Frau in Blau dienen. Der Künstler Hans Bellmer ließ sich von den Fotografien von Hermine Moos’ Alma-Puppe zum Bau seiner surreal verdrehten Fetischpuppen inspirieren.
Keines der Werke von Hermine Moos ist überliefert. Alle Gemälde und Plastiken sind verschollen. Das Oskar-Kokoschka-Zentrum an der Wiener Hochschule für angewandte Kunst ist im Besitz von vier Fotografien, die die Puppe zeigen und wahrscheinlich von Hermine Moos und ihrer Schwester Henny angefertigt wurden. Sie tauchten in den 1980er Jahren in Antiquariaten auf. Die Antwortbriefe von Hermine Moos an Kokoschka jedoch hielt niemand einer Überlieferung wert.
Die Äußerungen der Figur der Puppenmacherin Hermine Moos in dem Theaterstück Alma - A Show Biz ans Ende von Joshua Sobol basieren nicht auf Fakten, nur auf den Briefen Oskar Kokoschkas an Hermine Moos und auf der Geschichte von Kokoschkas Dienstmädchen Hulda.